# Park Narodowy Yankari
Park narodowy Yankari (ang. Yankari Game Reserve) – rozległy rezerwat natury położony w południowej części stanu Bauczi w południowo-wschodniej Nigerii. Rozciąga się na powierzchni 2224 km² z kilkoma ciepłymi źródłami oraz ogromną różnorodnością flory i fauny. Utworzony w 1956 roku jako rezerwat dzikich zwierząt, w 1991 jego status został podniesiony do rangi parku narodowego, stając się największym parkiem narodowym Nigerii. Na jego terenie znajduje się jedna z największych populacji słoni afrykańskich w Zachodniej Afryce (szacowana liczebność: 100-150 osobników). Jest on najbardziej popularną atrakcją turystyczną w kraju.